# Cipriano de Valera
Cipriano de Valera (Fregenal de la Sierra, 1532 - Londen, 1602) was een Spaanse Bijbelvertaler. Hij vervulde een sleutelrol in de eerste revisie van de Bijbelvertaling van Casiodoro de Reina, die later bekend zou worden als de Reina-Valera. Valera is net als Reina monnik geweest in het klooster van de Hiëronymieten te Santiponce. Hij was een volgeling van Johannes Calvijn en heeft een deel van diens werk vertaald naar het Spaans. In 1558 vestigde hij zich in Engeland, waar hij de rest van zijn leven als balling doorbracht. Hij onderwees er kunsten, theologie en Spaans in Cambridge, Oxford en Londen. In 1582 begon hij met het reviseren van de Bijbelvertaling van Reina. Na deze revisie, die in 1602 verscheen, bleef de vertaling hun beider namen dragen, ook na latere revisies.
- Bibsys: 90411856
- Biblioteca Nacional de España: XX1021153
- Bibliothèque nationale de France: cb119883217 (data)
- Catàleg d'autoritats de noms i títols de Catalunya: 981058515070206706
- CiNii: DA12725124
- Gemeinsame Normdatei: 124630596
- International Standard Name Identifier: 0000 0000 6631 3609
- Library of Congress Control Number: n50046665
- Nationale Bibliotheek van Tsjechië: xx0035175
- Nationale bibliotheek van Australië: 54957084
- Nationale Bibliotheek van Israël: 987007269338005171
- Nederlandse Thesaurus van Auteursnamen: 071388621
- Réseau des bibliothèques de Suisse occidentale: 02-A003925515
- Système universitaire de documentation: 058296190
- Virtual International Authority File: 51698305
- WorldCat: E39PCjJBC9Mjq8MPWC44PhKC43